# Neomerinthe hemingwayi
Neomerinthe hemingwayi és una espècie de peix pertanyent a la família dels escorpènids.

## Descripció
- Fa 40 cm de llargària màxima.[1][2]

## Hàbitat
És un peix marí, demersal i de clima subtropical (41°N-20°N) que viu entre 45-230 m de fondària.

## Distribució geogràfica
Es troba a l'Atlàntic occidental: des de Nova Jersey i el nord del Golf de Mèxic fins al sud de Florida i Cuba.

## Observacions
És verinós per als humans.